# Le Bruit de ma vie
Albums de Cali
L'Espoir
(2008) La vie est une truite arc-en-ciel qui nage dans mon cœur
(2010)
Le Bruit de ma vie, sorti le 29 juin 2009, est le deuxième album live de Cali après Le Bordel magnifique, sorti en 2006.
Il s'agit d'un double album. Le premier CD, Le Bruit de ma vie, live.01, fut enregistré lors de la tournée « électrique » en 2008 à Bruxelles, Clermont-Ferrand, Rennes, Saint-Étienne, Nantes, Limoges et Caen. Le second, Nu, live.02 fut lui capté lors de la tournée « acoustique » en avril 2009, à Tournai et à Mons (en Belgique).

## Liste des titres
| 1.  | 1000 cœurs debout                | 6:33 |
| 2.  | Je ne te reconnais plus          | 3:35 |
| 3.  | Comme j'étais en vie             | 3:12 |
| 4.  | Pensons à l'avenir               | 5:10 |
| 5.  | Paola                            | 3:21 |
| 6.  | Je m'en vais                     | 4:20 |
| 7.  | Elle m'a dit                     | 9:57 |
| 8.  | L'Exil                           | 5:52 |
| 9.  | Pas la guerre                    | 5:44 |
| 10. | Le Droit des pères               | 4:59 |
| 11. | L'Espoir                         | 3:45 |
| 12. | Je te souhaite à mon pire ennemi | 3:52 |
| 13. | Dolorosa                         | 6:56 |

| 1.  | L'Espoir                         | 5:07  |
| 2.  | Tes désirs font désordre         | 3:38  |
| 3.  | Je me sens belle                 | 3:04  |
| 4.  | Résistance                       | 5:11  |
| 5.  | Comme j'étais en vie             | 3:55  |
| 6.  | Menteur                          | 4:39  |
| 7.  | Qu'est-ce qui va pas mon amour ? | 3:52  |
| 8.  | Les beaux jours approchent       | 4:05  |
| 9.  | Giuseppe et Maria                | 5:16  |
| 10. | Els Segadors                     | 3:39  |
| 11. | Pour Jane                        | 3:27  |
| 12. | Le Grand Jour                    | 4:13  |
| 13. | Roberta                          | 11:32 |
| 14. | Sophie Calle n°108               | 3:29  |
| 15. | Je m'en vais (après Miossec)     | 3:59  |
| 16. | 1000 cœurs debout                | 6:30  |

### Musiciens Live.01
- Cali : chant, guitares, harmonica
- Blaise Margail : trombone, guitare, euphonium, beat box, chœurs
- Daniel Roux : guitare basse, chœurs
- Julien Lebart : piano, orgue Hammond
- Nicolas Puisais : trompette, bugle, chœurs
- Richard Kolinka : Batterie
- Robert Johnson : guitares, chœurs
- Participation exceptionnelle de Geoffrey Burton (guitare sur Pas la guerre) et Lorenzo Ruiz (flamenco sur L'Espoir)

### Musiciens Live.02
- Cali : chant, guitare, piano
- Blaise Margail : trombone, euphonium
- Julien Lebart : piano
- Nicolas Puisais : trompette, bugle, cornet à piston